# 2801 Huygens
A 2801 Huygens (ideiglenes jelöléssel 1935 SU1) a Naprendszer kisbolygóövében található aszteroida. H. van Gent fedezte fel 1935. szeptember 28-án.